# 芮筱亭
芮筱亭（1956年8月—）是一位中国发射动力学家。南京理工大学研究员。2017年当选为中国科学院院士。

## 生平
1956年生于江苏盐城，籍贯江苏镇江，1982年毕业于苏州大学，1986年和1994年先后获得南京理工大学硕士、博士学位。